# La Séquence des corps
La Séquence des corps (The Body Farm, dans l'édition originale en anglais) est un roman policier et thriller américain de Patricia Cornwell publié en 1994. C'est le cinquième roman de la série mettant en scène le personnage de Kay Scarpetta. Il est dédié au sénateur républicain de l'Utah Orrin Hatch, « pour son inlassable lutte contre le crime ».

## Résumé
Un meurtre sordide, celui de la petite Emily Steiner, vient troubler le calme du petit village de Black Mountain, en Caroline du Nord. Il n'est pas sans rappeler au FBI, et notamment au docteur Scarpetta, le tueur en série Temple Gault... Parallèlement, Lucy, la nièce de Kay, en stage dans une unité de recherche ultra-secrète du FBI, a de gros ennuis.
À la fin, il s'avère que celle qui a tué l'enfant était la mère, atteinte du Syndrome de Münchhausen. Elle avait aussi provoqué l'accident de voiture où la nièce a été blessée. Par contre, le complot contre Lucy sur son lieu de travail provenait de deux autres personnes. L'une d'elles étant Temple Gault. 
La matricide a mis Marino dans son lit (c'est un ami de Kay Scarpetta), l'a endormi avec du Demerol et s'apprête à le tuer. Juste à temps, Kay Scarpetta sauve son ami en tuant la meurtrière avec un fusil.

## Explication du titre original
Le roman et son titre s'inspirent de la « Ferme des corps » (Body Farm) de l'université du Tennessee, utilisée dans l'étude de l'anthropologie légale et plus particulièrement la décomposition du corps humain.

## Échos du réel dans la fiction
Lucy, nièce de l'héroïne qui affirme à plusieurs reprises la considérer comme sa fille, est victime d'un grave accident automobile, doit suivre une cure de désintoxication alcoolique et vit une liaison homosexuelle. Trois évènements qui, dans la réalité, ont marqué la vie de l'auteur l'année précédant la parution du roman.

## Réédition
- Le Livre de poche n° 7669.